# نهائي كأس السوبر السعودي 2024
نهائي كأس السوبر السعودي 2024 (المعروف أيضا كما كان نهائي كأس السوبر السعودي الدرعية لأسباب تتعلق بالرعاية) هي المباراة الختامية من النسخة العاشرة من مسابقة كأس السوبر السعودي منذ انطلاقتها عام 2013، لعب نهائي مسابقة كأس السوبر السعودي 2024 يوم السبت 17 أغسطس 2024 على ملعب مدينة الأمير سلطان بن عبد العزيز الرياضية في أبها بين نادي النصر و نادي الهلال. يفتتح الموسم الجديد لكرة القدم السعودية بإقامة كأس السوبر المحلية بمشاركة الهلال بطل دوري المحترفين والكأس ووصيفه في كلتا البطولتين (النصر) ودون أن تعقد الأندية الكبرى صفقات ضخمة كما حدث الصيف الماضي. وللمرة الأولى منذ عام 2018 سينطلق الموسم بإقامة كأس السوبر بمشاركة أربع فرق، بعدما كانت تلعب منتصف الموسم خلال السنوات الماضية.
توج نادي الهلال يوم السبت 17 أغسطس بطلاً لكأس الدرعية للسوبر السعودي 2024، بعد تغلبه على نادي النصر بنتيجة 4-1 في المباراة التي أقيمت على ملعب مدينة الأمير سلطان بن عبد العزيز الرياضية بمدينة أبها، انتهى الشوط الأول بتقدم النصر عن طريق النجم البرتغالي كريستيانو رونالدو مع قرب نهاية الشوط الأول، لم يستمر تقدم النصر طويلا عن تمكن نادي الهلال من معادلة النتيجة بداية الشوط الثاني عبر الصربي سيرغي ميلينكوفيتش سافيتش في الدقيقة 55، ثم تمكن مهاجم الهلال ألكسندر ميتروفيتش من النتيجة بإحرازه الهداف الثاني في الدقيقة 63 والهدف الثالث في الدقيقة 69 فيما جاء هداف تعزيز النتيجة البرازيلي مالكوم بعدما تمكن من مضايقة المساحة والاستفادة من خاطى حارس مرمى نادي النصر الجديد البرازيلي بينتو في الدقيقة 72 من الشوط الثاني محرزاً رابع أهداف نادي الهلال في المباراة ليتوج نادي الهلال بلقب بطل كأس السوبر السعودي لكرة القدم للمرة الثانية على التوالي والخامسة في تاريخه.

## مكان
افتتحت مدينة الأمير سلطان الرياضية في عهد الملك فهد بن عبدالعزيز آل سعود، في عام 1404 هجرية الموافق عام 1984 ميلادية، على طريق المحالة في مدينة أبها بمنطقة عسير على مساحة 242.750 متر مربع وتحتوي على ملعب رئيس وملاعب خارجية وصالة ألعاب رياضية وعدد من المرفقات، كأحد المنشآت الرياضية متعددة الأغراض على طريق المحالة في منطقة عسير جنوب المملكة العربية السعودية، لاستضافة المباريات والأحداث الرياضية وتحت إشرف وزارة الرياضة. أقيم على ملعب المدينة الرياضية بأبها عدد من البطولات المحلية والدولية ومنها بطولة ونهائي مسابقة كأس العرب للأندية الأبطال 2023 المعروفة بإسم بطولة كأس الملك سلمان للأندية الأبطال 2023 ضمن مسابقات الاتحاد العربي لموسم 2023، التي استضافتها السعودية في كل من الطائف، وأبها، والباحة.

## عن الفريقين
| الفريق | المشاركات السابقة (يشير الرقم والخط العريض لسنوات الفوز) |
| ------ | -------------------------------------------------------- |
| النصر  | 7 (2014، 2015، 2019، 2020، 2022، 2023)                   |
| الهلال | 8 (2015، 2016، 2018، 2020، 2021، 2022، 2023)             |

## النهائي
تقرر أن يظهر كلا الفريقين في نهائي كأس الدرعية للسوبر السعودي 2024، بالطقم الثاني. لم يشارك مدافع نادي الهلال علي البليهي بموجب قرار لجنة الانضباط رقم 396/ل ض/2024 بحصوله على البطاقة الحمراء للسلوك المشين في نهائي كأس خادم الحرمين الشريفين 2024 نهاية الموسم الفائت.

### تفاصيل المباراة
| النصر                                                  | 1 - 4 | الهلال                                                                                              |
| ------------------------------------------------------ | ----- | --------------------------------------------------------------------------------------------------- |
| أوتافيو 33' · كريستيانو رونالدو 44' · سلطان الغنام 87' | تقرير | 12' حسان تمبكتي · 72' 28' مالكوم · 55' سيرغي سافيتش · 69' 63' ألكساندر ميتروفيتش · 76' سالم الدوسري |

| النصر | الهلال |

|             |    | تشكيلة الفريق:       |
| GK          | 24 | بينتو                |
| LB          | 13 | أليكس تيليس          |
| CB          | 27 | إيميرك لابورت        |
| CB          | 78 | علي لاجامي           |
| RB          | 2  | سلطان الغنام         |
| CM          | 25 | أوتافيو              |
| DM          | 17 | عبد الله الخيبري 75' |
| LW          | 10 | ساديو ماني           |
| AM          | 94 | تاليسكا 75'          |
| RW          | 23 | أيمن يحيى 26'        |
| CF          | 7  | كريستيانو رونالدو    |
| البدلاء:    |    |                      |
| GK          | 36 | راغد النجار          |
| CB          | 4  | محمد آل فتيل         |
| RB          | 12 | نواف بوشل            |
| DM          | 6  | مختار علي 75'        |
| CM          | 8  | عبد المجيد الصليهم   |
| AM          | 14 | سامي النجعي 75'      |
| LW          | 29 | عبد الرحمن غريب 26'  |
| CF          | 16 | محمد مران            |
| CF          | 30 | مشاري النمر          |
| المدرب:     |    |                      |
| لويس كاسترو |    |                      |

|             |    | التشكيل الفريق:       |        |
| GK          | 37 | ياسين بونو            |        |
| LB          | 6  | رينان لودي 80'        |        |
| CB          | 3  | خاليدو كوليبالي       |        |
| CB          | 87 | حسان تمبكتي           |        |
| RB          | 66 | سعود عبد الحميد       |        |
| DM          | 8  | روبن نيفيز            |        |
| AM          | 77 | مالكوم 79'            |        |
| LW          | 29 | سالم الدوسري 4+90'    | القائد |
| AM          | 22 | سيرجي سافيتش          |        |
| RW          | 96 | ميشائيل ديلغادو 3+90' |        |
| CF          | 9  | ألكساندر ميتروفيتش    |        |
| البدلاء:    |    |                       |        |
| GK          | 21 | محمد العويس           |        |
| LB          | 12 | ياسر الشهراني 80'     |        |
| CB          | 4  | خليفة الدوسري         |        |
| RB          | 88 | حمد اليامي            |        |
| CM          | 16 | ناصر الدوسري 4+90'    |        |
| DM          | 18 | مصعب الجوير           |        |
| CM          | 28 | محمد كنو 79'          |        |
| LW          | 15 | محمد القحطاني 3+90'   |        |
| CF          | 99 | عبد الله الحمدان      |        |
| المدرب:     |    |                       |        |
| جورجي جيسوس |    |                       |        |

| رجل المباراة: ألكساندر ميتروفيتش (الهلال) الحكام المساعدون: بيدرو ريبيرو بيدرو مارتينز الحكم الرابع: فيصل البلوي حكم الفيديو: تياجو مارتينز مساعد حكم الفيديو: هيلدر مالهيرو |